# Andorf
Andorf là một đô thị thuộc huyện Schärding thuộc bang Oberösterreich, Áo. Đô thị Andorf có diện tích 38 km², dân số thời điểm năm 2006 là 5023 người. Vào 2008, it has a population of 5,023.
Andorf được chia thành 7 đơn vị dân cư: Andorf, Burgerding, Heitzing, Kurzenkirchen, Oberndorf, Schulleredt và Teuflau.